# Lucas Marcolini Dantas Bertucci
Lucas Marcolini Dantas Bertucci, meglio noto come Lucas (Cornélio Procópio, 6 maggio 1989), è un calciatore brasiliano, attaccante del Kazincbarcika.

## Carriera
Ha sempre giocato nel campionato ungherese, alternandosi tra la massima serie e la seconda divisione, fatta eccezione una breve parentesi in Slovacchia con il Bodva Moldava.